# أبراهام هان
أبراهام هان (بالإنجليزية: Abraham Han)‏ مواليد 29 سبتمبر 1984 في إل باسو، هو ملاكم محترف أمريكي يصنف ضمن فئة الوزن المتوسط.

## إحصائيات
خاض خلال مسيرته 28 نزالا، فاز في 25 ولم يتعادل وخسر في 3. فاز بالضربة القاضية في 15 نزالا.

## روابط خارجية
- أبراهام هان على موقع بوكس ريك (الإنجليزية) (registration required)